# Кукавица (планина)
Планина Кукавица се простире на југоистоку Србије на левој обали Јужне Мораве, у Пчињском и Јабланичком округу. Према западу је ограничена реком Ветерницом. Спада у Родопске планине.
Планински масив Кукавице ограничен је са истока Јужном Моравом, са запада Вучјанком, са севера Лесковачким пољем, док на јужној страни прелази у брдско-планинско подручје Грделичке клисуре. Најближа места су Владичин Хан, Грделица и Вучје. Највиши врх је Влаина (1.442) који се налази на северним падинама, док на јужним падинама постоји неколико врхова висине до 1.400 метара.
Део планине је заштићен 1980. године на предлог Републичког завода за заштиту природе. Простор на коме се налази резерват припада комплексу мезофилних букових и буково-четинарских типова шума.

## Етимологија
Иако се са сигурношћу не зна како је Кукавица добила има, према једној од легенди назив планине потиче из периода великог страдања српске војске у Косовском боју. Српски војници су се, непосредно пре боја, скупљали у шумама Кукавице, али се већина бораца из битке није вратила. Дуго након тога, мајке, удовице, сестре, кукале су за погинулим војницима, па је народ планину због тога назвао Кукавица.

## Карактеристике
Кукавица је велика планина која се налази северно од Врања и јужно од Лесковца и падине јој се протежу до ових градова. Највиши врх је Влаина (1.442 m), а следе га Ваљовска чука (1.207 m), Тумба (1.192 m), Фурниште (1.370 m), Тиква (1.405 ), ? (1.327 m), Буковска чука (1.386 m) и Орлова чука (1.306 m). Венац ових врхова, са долином Големе реке, дели планину на два дела — северни, стрмији, део је без насеља док се на јужном, блажем, делу јављају села. На јужном делу планине, изнад Врања, уздижу се два врха Облик (1.310 m) и Грот (1.327 m), палеовулканске купе. Због својих правилних, купастих, облика ова два врха планине Кукавице се понекад наводе као засебне планине.

## Геологија
Планински масив Кукавице припада Родопском планинском систему. Геолошку подлогу у резервату чини претежно гнајс у фази распадања, настао метаморфозом ситнозрних кластита, сиве или тамносиве боје.
Матични супстрат планине Кукавице чине претежно кристаласти шкриљци, а земљишта припадају развојној серији на киселим силикатним стенама. Кисела смеђа земљишта (дистрична смеђа земљишта) најзаступљенији су тип земљишта.

## Клима
Простор Кукавице припада области умереноконтиненталне климе модификоване утицајем рељефа, богатством потока и извора. Климатске карактеристике резервата одређене су на основу расположивих дугогодишњих климатолошких мерења за период од 1961. до 2005. године за метеоролошку станицу Врање (432 метра), при чему су кориговани корекционим коефицијентом за просечну надморску висину резервата Кукавица (923 метра).
Средња годишња сума падавина износи 736,4 милиметара, док је средња годишња температура 7,5°C. За ово подручје карактеристична је смена хладног и топлог периода године. За време хладног периода температура се спушта испод 0°C, нарочито у јануару када је најнижа и износи -3°C. Падавина има током читаве године, а у периоду са минимумом падавина (август) јавља се полусушни период (жуто поље), који указује на топле летње медитеранске утицаје у околини Врања.

## Биљни и животињски свет
Кукавица је у потпуности покривена густом боровом и храстовом стогодишњом шумом, али и бројним лековитим биљем. Некада сточарски крај, Кукавица је имала бројна пашњаке које је, средином прошлог века, војска пошумила бором, смрчом и јелом. Тако се сада поред густе листопадне, углавном букове, јављају и делови четинарске шуме, док су се пашњаци задржали само у близини насеља. Листопадно дрвеће је самоникло, док су четинари вештачки пошумљени. Најпознатија је златна буква, која је део истоименог природног резервата и убраја се у најквалитетније дрво ове врсте у Србији. Поред тога, на планини расту и дивља малина, купина, печурке, лековито и зачинско биље, као и кромпир-гољак — аутохтона врста са високим садржајем хранљивих вредности.
Када је реч о животињском свету, Кукавица је станиште бројних животињских врста, а од крупне дивљачи се издвајају дивља свиња, лисица, срна и вук, док ситну дивљач на планини представљају фазан, дивљи голуб, зец, веверица и јазавац.

## Воде
Богат биљни свет условљен је и богатством воде које на Кукавици има на претек. Мноштво извора, потока и речица се спушта са свих страна планине. Северном страном планине пробија се брза и бистра река Вучјанка, која је усекла у стење кањон, дубок 300 метара. Њено корито пуно је водопада, слапова и вирова, од којих су најпознатији Ђокини вирови (у близини Вучја). Река извире на око 1.100 метара надморске висине, дуга је 18 километара и улазећи у лесковачку котлину улива се у реку Ветерницу. Кањон Вучјанке је дугачак 2 километра, усечен између врхова Китка (988 метара) и Самариц (619 метара). На излазу из кањона, на левој обали, налази се ХЕ Вучије, подигнута 1903. године. Хидроелектрана Вучје је друга хидроелектрана подигнута у Србији. Баш те воде испирају и односе путеве и многа села су већим делом године недоступна обичним возилом.
Планина Кукавица је одвајкада погранична зона и важно војно упориште. Данас се на врху Влаина налази метеоролошка станица и војни објекти, а од некадашњих римских и турских насеобина по планини је мало шта остало, густо шумско растиње је појело многе зидине.
- Кањон реке Вучјанке
- Један од бројних потока који извиру са Кукавице (село Накривањ)
- Поток у близини Накривња
- Мала река која извире на Кукавици и протиче кроз село Чукљеник

## Археолошки локалитети
Велики број археолошких локалитета, из периода владавине Римског царства, откривен је на побрђу које чини ивичне делове Лесковачке котлине. Њега чине северне и источне падине или прецизније руб Кукавице и простор у долинама Ветернице, Вучјанске реке и Јужне Мораве. Побрђе се везује за дому Влајне која гради источни обод језгра Српско-македонске масе.
На побрђу планине установљено је шест локалитета. То су: Коприва, Скобаљић град и Влајчина њива у Збежишту, непознато налазиште у Вучју, Селиште у Накривњу и непознати локалитет у околини Падежа. Према положају, ови локалитети се могу поделити у две висинске зоне.
На простору више зоне, која захвата простор од 700 до 1.000 метара надморске висине, налазе се два утврђења: на локалитету Коприва у Збежишту и код села Падежа. На Коприви постоји кула-осматрачница подигнута на 764 метра надморске висине, на значајном стратешком положају. Постоје претпоставке да је ова кула штитила пут који је долином Горње Ветернице водио ка Врању. Друго утврђење, југозападно од Падежа, изнад Војинићке реке, на основу положаја такође је могло имати функцију заштите или је служило као прибежиште у немирним временима.
У нижој зони, на око 300 до 700 метара надморске висине, налазе се три локалитета, односно једно утврђење и два насеља. 
Утврђење Скобаљић град, као најпознатији локалитет на обронцима Кукавице, подигнуто је на 550 метара надморске висине, изнад кањона Вучјанске реке, на изванредном стратешком положају. Сматра се да је ово утврђење имало одбрамбену функцију и да је штитило пут који је, преко Кукавице, излазио на подручје данашњег Врања. Не треба, међутим, искључити ни могућност да је служило као прибежиште. Скобаљић град је 1986. године проглашен за културно добро.
Остаци два насеља, у оквиру ниже зоне, могу се претпоставити у селу Накривњу, на локалитету Селиште, и у Збежишту, на положају Влајчина њива.
Локалитети на побрђу гравитирају ка северистоку и окренути су према долини Ветернице.
На Кукавици се налази и локалитет Марково кале, али он не припада овом побрђу.

## Туризам
Како на Кукавици ни у њеној околини нема фабрика и других загађивача, бројни љубитељи природе је сматрају ваздушном бањом. Посебна вредност планине јесте што је од Лесковца удаљена свега 16 километара и са њим спојена линијама приградског саобраћаја, као и путем са савременим коловозом. Ограничене могућности прихватања излетника у локалитету и све већи број посетилаца подстакли су нове развојне захвате, па је на новом ерозионом проширењу, у срцу планине, на надморској висини од 650 метара, изграђен хотел „Влаина”, удаљен 25 километара од Лесковца. Хотел је реновиран 2008. године и има 30 соба са 77 лежаја. У оквиру хотела се налази и ресторан са 590 седишта. На планини се такође налази и реновирани планинарски дом „Прека вода” који је смештен на самом врху Влаина и од хотела је удаљен 25 километара, као и метеоролошка станица. Дом је саграђен 1939. године и има 45 лежаја, а од хотела до Дома, и до самог врха, води макадамски пут.
Сваке године, планинарско друштво „Кукавица” из Лесковца, као и планинарско друштво Србије, организује поход планинара на Кукавицу. У два дана прелази се стаза дуга 24 километра. Полазна и крајња тачка је плато испред хотела Влаина, на локацији Јасичко равниште.

## Строги природни резерват
Резерват природе Кукавица је строги резерват природе смештен на источној падини истоимене планине. Представља очувану заједницу мезијске букве (лат. Fagetum moesiacae serbicum) прашумског типа. У југоисточној Србији је један од ретких нетакнутих природних шумских екосистема потпуног склопа, повољних станишних услова, са витким стаблима букве старости око 140 година. Заштићен је 1980. године на предлог Републичког завода за заштиту природе.
Површине 75,76 хектара, резерват природе Кукавица представља највећи резерват чисте букове шуме прашумског карактера у Србији. Обухвата вегетацијски појас од око 500 метара, односно висински дијапазон 670—1.200 метара надморске висине, што је, уз промену орографских и едафских карактера, условило појаву више типова букових шума. Очуваност састојине прашумске структуре у резервату природе Кукавица основа је за очување генофонда букве и њених заједница.
Строги резерват природе Кукавица налази се на планини Кукавици и припада родопским планинама. Простире се на југоистоку Србије, на обали Јужне Мораве, у Пчињском и Јабланичком округу. Од Владичиног Хана је удаљен око 15 километара преко села Рдово или путем преко села Брестово, Кукавица и Фурниште у дужини од око 25 километара. Територијално се простире на две катарстарске општине — Рдово и Зебинце.

## Галерија
- Кукавица у пролеће, снимак са Чемерника
- Поглед с Кукавице на град Лесковац
- Поглед на Кукавицу из Накривња
- Поглед на Кукавицу из Накривња
- Поглед на Кукавицу из Белог Потока
- Поглед на Кукавицу из Вучја
- Поглед на Кукавицу из Накривња
- Поглед на Кукавицу из Накривањског Чифлука
- Стаза на Кукавици која води од језера Барје до села Црцавац